# Исход армян из Нагорного Карабаха
Исхо́д армя́н из Наго́рного Караба́ха в Армению начался 24 сентября 2023 года. Он затронул часть региона, с начала 1990-х годов до боевых действий 19—20 сентября 2023 года контролировавшегося непризнанной Нагорно-Карабахской Республикой (НКР), но рассматриваемого международным сообществом как часть территории Азербайджана. По данным армянской стороны, по состоянию на 1 октября число беженцев из НКР в Армению превысило 100 тысяч человек, а в регионе, по данным НКР, осталось не более нескольких сотен человек, притом, что, по данным той же НКР, население региона перед началом исхода составляло 120 тысяч человек (не бралось в расчет число армян, ставших беженцами во время Второй карабахской войны 2020 года).
Исходу армян предшествовали многомесячная блокада Нагорного Карабаха со стороны Азербайджана, вызвавшая в регионе острый гуманитарный кризис, и боевые действия, начатые Азербайджаном 19 сентября 2023 года и сопровождавшиеся обстрелами столицы НКР Степанакерта (Ханкенди) и других подконтрольных НКР населённых пунктов. 20 сентября власти НКР согласились на разоружение Армии обороны НКР и на начало переговоров. 24 сентября первые беженцы из региона начали поступать в Армению. 28 сентября 2023 года президент НКР Самвел Шахраманян подписал указ о прекращении существования НКР с 1 января 2024 года.
Армяне покидали Нагорный Карабах, поскольку опасались этнических чисток со стороны Азербайджана. В отличие от периода блокады, азербайджанские власти свободно выпускали армян из региона; при этом наблюдались единичные задержания руководства НКР. Хотя азербайджанские власти заявляли о планах мирной реинтеграции армян Нагорного Карабаха в Азербайджан, их заявления не были приняты всерьёз из-за авторитарного характера Азербайджана и истории репрессий в отношении армянского населения. Около 100 этнических армян отказались уезжать и согласились получить азербайджанское гражданство. Как отмечает «Freedom House», по состоянию на июнь 2024 года в Нагорном Карабахе не осталось ни одного армянина. Согласно армянским источникам, на сентябрь 2024 года в регионе оставалось 14 армян.
Рядом международных экспертов массовый исход армян из Нагорного Карабаха был описан как военное преступление или преступление против человечества. В результате исхода армянского населения из Нагорного Карабаха была фактически уничтожена одна из старейших христианских общин мира.
В конце июня 2024 года по результатам расследования «Freedom House» опубликовал доклад, в котором документируются факты того, как армяне Нагорного Карабаха намеренно подвергались регулярным нападениям, запугиванию, лишению основных прав и адекватных условий жизни, а также принудительному перемещению. В докладе отмечается, что имеющиеся доказательства показывают — азербайджанское государство действовало в соответствии с комплексной, методично реализуемой стратегией по очищению Нагорного Карабаха от его этнического армянского населения и исторического и культурного присутствия.

## Предыстория
Карабахский конфликт — этнополитический конфликт в Закавказье между азербайджанцами и армянами вокруг Нагорного Карабаха. Во времена Советского Союза армяне Нагорно-Карабахской автономной области подвергались серьёзной дискриминации. Власти Советского Азербайджана прилагали усилия для уничтожения армянского наследия в Нагорном Карабахе, вынуждая покидать местных армян и поддерживая переселения азербайджанцев на их место, но несмотря на это, армяне составляли большинство в НКАО. В период перестройки в Нагорном Карабахе в 1988 году было отправлено письмо властями НКАО в Политбюро ЦК КПСС с просьбой о присоединении Нагорно-Карабахской автономной области к Армянской ССР. После множества погромов армян в Азербайджане началась Первая карабахская война. В результате конфликта приблизительно 500 тысяч азербайджанцев бежало из Нагорного Карабаха и близлежащих регионов, в то время как из Азербайджана бежало до 500 тысяч армян. Во второй половине 2020 года началась Вторая карабахская война, которая унесла жизни тысяч людей. Результатом войны стала победа сил Азербайджана. Под контроль Азербайджана вернулись регионы вокруг бывшей НКАО, в том числе 1/3 от самой НКАО. После войны продолжались множественные нарушения режима прекращения огня на линии соприкосновения НКР и на армяно-азербайджанской границе.
В декабре 2022 года Азербайджан начал блокаду Лачинского коридора, единственной дороги, соединяющей НКР и Армению, которая должна была быть под контролем Российского миротворческого контингента. В результате блокады в НКР началась серьёзная нехватка еды, медикаментов и других ресурсов. Также Азербайджан подорвал гражданскую инфраструктуру НКР, включая газ, электричество и доступ в Интернет. В апреле 2023 года Азербайджан установил КПП на въезде в Лачинский коридор, а в июне 2023 полностью закрыл проезд, начав тотальную блокаду всего региона.
Первый прокурор Международного уголовного суда, доктор права Луис Морено Окампо классифицировал блокаду как геноцид, невидимым оружием которого является голод. По его оценке, без немедленных кардинальных изменений армяне Нагорного Карабаха будут уничтожены в течение нескольких недель. Баронесса Каролина Кокс, основательница фонда по оказанию гуманитарной помощи, призвала правительство Великобритании предотвратить акт геноцида.
2 сентября Николас Кристоф, лауреат двух пулитцеровских премий, специализирующийся на правах человека, в своей статье в «Нью Йорк таймс» заявил, что, возможно, идёт этническая чистка. Он отметил, что Азербайджан, выиграв войну в 2020 году, теперь хочет взять под контроль оставшуюся часть Нагорного Карабаха, при этом, как предполагал Кристоф, вытеснив бо́льшую часть армянского населения.
14 сентября немецкое издание Der Spiegel отмечало, что Армения чувствует себя брошенной своим союзником Россией, в то время как Азербайджан готовит новое нападение. Согласно изданию, все эксперты едины во мнении, что Азербайджан скоро нанесёт удар. Там же отмечалось, что предотвратить нападение может лишь Россия. Однако вопреки своему мандату, предусмотренному соглашением 2020 года, российские войска оставались пассивными и ничего не предприняли для предотвращения нападения Азербайджана.
19 сентября Азербайджан начал военную операцию против Нагорно-Карабахской Республики с целью разоружения Армии обороны НКР.
В результате 24-часовых боевых действий со стороны армян Нагорного Карабаха погибло 229 человек, в том числе 34 мирных жителя, из которых 5 — дети. Ранения получили 244 человека, в том числе 31 мирный житель, 10 из которых были детьми. По данным правительственных судебно-медицинских экспертов Армении, было опознано 14 изувеченных тел, часть из которых были расчленены, а на других имелись порезы. По состоянию на июнь 2024 года среди карабахских армян пропавшими числилось 15 человек, в том числе 5 гражданских лиц. В свою очередь Азербайджан во время столкновения военными потерял 192 человека, ранено же было 512 человек. После окончания боевых действий, власти НКР согласились на условия Азербайджана, и после нескольких дней переговоров Азербайджан открыл дорогу в Армению. С 24 числа бо́льшая часть этнических армян, проживавших в Нагорном Карабахе, начала покидать свои дома.

## Массовый исход армян из Нагорного Карабаха

Численность бежавших и оставшихся армян из Нагорного Карабаха

Азербайджанское правительство сообщило, что местным жителям не грозит опасность и что они должны реинтегрироваться, но эти заявления вызвали сомнения, учитывая сильный авторитаризм в стране и репрессии по отношению к армянскому населению.
Опасаясь этнических чисток и арестов, 24 сентября первая группа беженцев достигла Армении через блок пост в Корнидзоре. По сообщению правительства Армении, прибыло 1050 беженцев. После распространения этих новостей начался поток беженцев в Армению. 27 сентября азербайджанскими властями при попытке въезда в Армению был арестован Рубен Варданян, бывший госминистр НКР, миллиардер и меценат.
После 10 месяцев без доступа к топливу, были осуществлены первые доставки топлива, чтобы дать возможность заправить свои машины и выдвинуться в Армению. 25 сентября в Степанакерте началась бесплатная раздача топлива для выезда в Армению. В этот же день взорвалась заправочная станция в Беркадзоре, погибло 170 человек, более 290 пострадало.
28 сентября 2023 года президент НКР Самвел Шахраманян подписал указ о прекращении существования Нагорно-Карабахской Республики с 1 января 2024 года.
По данным армянской стороны, по состоянию на 1 октября число беженцев из НКР в Армению составило 100 тысяч человек, а в регионе, по данным НКР, оставалось не более нескольких сотен человек, притом, что, по данным той же НКР, население региона перед началом исхода составляло 120 тысяч человек.
Сообщалось о больших пробках между Степанакертом и Арменией, люди ночевали в машинах в ожидании конца пробок. Двухчасовая поездка превратилась в 30-часовую.
Посетившие регион 1 октября члены миссии ООН заявили, что были поражены внезапностью, с которой местное население покинуло свои дома, и страданиями, которые, должно быть, причинил им этот опыт, и что «не сталкивались с какими-либо сообщениями — ни от местного населения, ни от других — о насилии в отношении гражданских лиц после последнего введения режима прекращении огня». По словам группы, ссылающейся на представителей общин, к тому времени в Карабахе оставалось от 50 до 1000 этнических армян.
2 октября поток беженцев из Нагорного Карабаха в Армению, по словам пресс-секретарь премьер-министра Армении Назели Багдасарян, почти прекратился, в регионе остались только должностные лица и ограниченное количество жителей. В октябре прирост новоприбывших, согласно Багдасарян, составлял лишь десятки людей.

## Анализ
Политический аналитик Бахруз Самадов считает, что «целью нападения Азербайджана являются этнические чистки». Луис Морено Окампо, первый прокурор Международного уголовного суда, предупредил, что возможен ещё один геноцид армян. Цитируя Конвенцию о геноциде, он сообщил, что Азербайджан специально ограничил жизненно важные ресурсы, чтобы физически уничтожить конкретную группу лиц, блокируя Лачинский коридор, а также о совершении убийств и о «серьёзном телесном и ментальном вреде». Окампо заявил, что бездействие мирового сообщества может быть воспринято Азербайджаном как одобрение этих действий и отсутствие последствий, что может привести к геноциду. Также он раскритиковал утверждения Ильхама Алиева, что его режим не нацелен на этнические чистки, в то время как Алиев использует термин «Западный Азербайджан» по отношению к Армении и заявляет, что «нынешние территории Армении — наши земли».
Ряд международных экспертов по праву полагают, что массовый исход армян соответствует юридическому определению военного преступления. В учредительных документах Международного уголовного суда говорится, что, когда речь идёт о насильственном перемещении или депортации, «термин „насильственно“ не ограничивается физической силой, но может включать угрозу применения силы или принуждения, например, вызванную страхом перед насилием, принуждением, задержанием, психологическое угнетение или злоупотребление властью в отношении такого лица или лиц или другого лица либо путем использования условий принуждения». Согласно экспертам, «принудительная среда» была создана в Нагорном Карабахе ещё до азербайджанского наступления — из-за того, что Азербайджан препятствовал поставкам предметов первой необходимости.
Как отмечает «Freedom House», нападение на армян Нагорного Карабаха совпало с углублением авторитарных репрессий в Азербайджане, который с 1990-х годов проводит политику дискриминации в отношении армян. Захват Нагорного Карабаха повысил внутреннюю популярность президента Ильхама Алиева, который правил Азербайджаном с тех пор, как унаследовал этот пост от своего отца, и породил опасения, что осмелевшее азербайджанское руководство может начать полномасштабное вторжение в Республику Армения, границы которой уже были нарушены Азербайджаном

## Международная реакция
Множество стран вызвалось помочь беженцам, включая Иран. Европейский союз выделил 5 миллионов евро. Глава USAID Саманта Пауэр и исполняющая обязанности помощника госсекретаря США по делам Европы и Евразии Йюри Ким прибыли в Армению, чтобы передать 11,5 миллионов долларов в качестве гуманитарной помощи. Пауэр заявила, что «большинство прибывших страдало от „сильного недоедания“, исходя из сообщений врачей». 28 сентября USAID отправила группу реагирования в регион для помощи в распределении гуманитарной помощи США.
Премьер-министр Армении Никол Пашинян обвинил Азербайджан в этнических чистках. Израильская газета «Гаарец» также обвинила Азербайджан в этнических чистках.
Европарламент осудил «неоправданное и заранее спланированное» вооружённое нападение Азербайджана на Нагорный Карабах и обвинил Азербайджан в проведении «этнической чистки» армян в Нагорном Карабахе, призвав ввести против него санкции. В резолюции, принятой законодательным органом Евросоюза, также решительно осуждаются «угрозы и насилие, совершаемые азербайджанскими войсками». Депутаты призвали ЕС снизить зависимость от экспорта газа из Азербайджана, призвав Еврокомиссию расследовать информацию о том, что Азербайджан «фактически экспортирует российский газ в ЕС». Председатель Европейского совета Шарль Мишель заявил, что подавляющее большинство армянского населения покинуло регион, вероятно, опасаясь того, как к ним отнесутся власти Азербайджана, и что Азербайджан продолжает оставаться партнёром, несмотря на непростые взаимоотношения.
Лео Докерти, парламентский заместитель государственного секретаря Великобритании по иностранным делам, делам Содружества и развития, заявил, что он не согласен с тем, что военная операция Азербайджана в Нагорном Карабахе, в результате которой почти всё армянское население покинуло регион, представляет собой этническую чистку, и что Великобритания призвала обе стороны возобновить диалог. В феврале 2024 года в Европарламенте прошли слушания касаемо происходящих в регионе событий. Парламентарии из разных стран высказали поддержку Армении в целом и армянам Нагорного Карабаха в частности. Исход армян из региона депутаты назвали этнической чисткой. В то же время ряд депутатов коснулись роли российских миротворцев в произошедшем. Так, во время слушаний говорилось о неспособности России выполнить взятые на себя обязательства, о её циничном поведении и молчаливом согласии.
28 февраля Европарламент принял две резолюции по внешней политике и политике ЕС в сфере безопасности и обороны. В обоих документах говорилось в том числе и о ситуации в регионе. Так, в первой декларации вновь осуждается спланированное и неоправданное нападение Азербайджана на армян Нагорного Карабаха, которое грубо нарушает международное право и права человека, а также является явным нарушением трёхсторонних заявлений о прекращении огня от 9 ноября 2020 года и обязательств, взятых на себя Азербайджаном перед ЕС. Исход же армян из Нагорного Карабаха назван этнической чисткой. В другой декларации парламентарии также осуждают нападение Азербайджана на Нагорный Карабах и напоминают, что нападение последовало за многомесячным голодом и блокадой армян Нагорного Карабаха. Документ подчёркивает, что российские миротворцы на месте не предприняли никаких действий для предотвращения или прекращения блокады, а также ничего не сделали для прекращения нападения Азербайджана на Нагорный Карабах. Согласно резолюции, последствия для армянского населения равносильны этнической чистке. Европарламентарии отмечают, что нападение Азербайджана, не может остаться без последствий, и призывают ЕС принять санкции против властей Азербайджана, ответственных за многочисленные нарушения режима прекращения огня. Кроме того, предлагается приостановить действие Меморандума о взаимопонимании по энергетике, и, в свете проблем с правами человека, предлагается не заключать новое соглашение о партнерстве с Азербайджаном. Резолюция призывает быть готовым ввести целевые и индивидуальные санкции против лиц, совершивших агрессию, включая, помимо прочего, политическое и военное окружение президента Алиева, а также приостановить импорт нефти и газа из Азербайджана в случае любой военной агрессии против территориальной целостности Армении.
Для создания положительного имиджа Баку на протяжении многих лет применяет так называемую «икорную дипломатию»: использует деньги и подарки, чтобы купить влияние в Европе. Однако, как отмечает The Guardian, теперь же, после многих лет пропаганды себя как надёжного партнёра по безопасности и жизненно важного транспортного узла, Азербайджан своим нападением на карабахских армян вызвал гнев ЕС и США. Согласно изданию, на Западе начинают переосмысливать свои отношения с Азербайджаном. Министр иностранных дел Германии Анналена Бербок обвинила Баку в «нарушении своих неоднократных заверений о воздержании от применения силы в отношении людей и без того находящихся в тяжёлом положении». Как отмечает специалист по региону Томас де Ваал, «многие в Брюсселе и Вашингтоне чувствуют себя шокированными и обманутыми применением силы Азербайджаном». Согласно ему же, на Западе считают, что бездействие 2 тысяч российских миротворцев, дислоцированных в регионе, свидетельствует о том, что между Москвой и Баку была достигнута определённая договорённость. Результатом этой договорённости также стали совместные обвинения России и Азербайджана, выдвинутые в адрес премьер-министра Армении Никола Пашиняна.
«Freedom House» отметило, что в 2023 году ухудшение свобод в Евразии во многом было вызвано «завоеванием азербайджанским режимом Нагорного Карабаха и изгнанием оттуда этнического армянского населения». Издание отмечает, что, находясь под сильным давлением азербайджанских военных, армянское население было вынуждено бежать из региона. В свою очередь многими наблюдателями исход армян из региона был охарактеризован как случай этнической чистки.